# Episodi di The Scooby-Doo Show (terza stagione)
Lista degli episodi della terza stagione di The Scooby-Doo Show.
| n. | Titolo italiano                                   | Titolo originale                        | Prima TV originale |
| -- | ------------------------------------------------- | --------------------------------------- | ------------------ |
| 1  | Scooby-Doo e il fantasma indiano                  | Watch Out! The Willawaw!                | 9 settembre 1978   |
| 2  | Scooby-Doo e il triangolo delle Bermuda           | A Creepy Tangle in the Bermuda Triangle | 16 settembre 1978  |
| 3  | Scooby-Doo e il mostro di ghiaccio                | A Scary Night With a Snow Beast Fright  | 23 settembre 1978  |
| 4  | Scooby-Doo e la strega di Salem                   | To Switch a Witch                       | 30 settembre 1978  |
| 5  | Scooby-Doo e la maledizione dell'antica città     | The Tar Monster                         | 7 ottobre 1978     |
| 6  | Scooby-Doo a Loch Ness                            | A Highland Fling With a Monstrous Thing | 14 ottobre 1978    |
| 7  | Scooby-Doo e il fantasma dei pirati               | The Creepy Case Of Old Iron Face        | 21 ottobre 1978    |
| 8  | Scooby-Doo e il giaguaro leggendario              | Jeepers, It's the Jaguaro               | 28 ottobre 1978    |
| 9  | Scooby-Doo non avvicinarti a quel felino          | Make a Beeline Away from That Feeline!  | 4 novembre 1978    |
| 10 | Scooby-Doo e la mantide spaventosa                | The Creepy Creature of Vulture's Claw   | 11 novembre 1978   |
| 11 | Scooby-Doo e il diabolico spettro                 | The Diabolical Disc Demon               | 18 novembre 1978   |
| 12 | Scooby-Doo e l'avventura cinese                   | Scooby's Chinese Fortune Kooky Caper    | 25 novembre 1978   |
| 13 | Scooby-Doo e il fantasma veneziano                | A Menace in Venice                      | 2 dicembre 1978    |
| 14 | Scooby-Doo e il fantasma del generale Juan Carlos | Don't Go Near the Fortress of Fear      | 9 dicembre 1978    |
| 15 | Scooby-Doo e lo stregone Wimbledon                | The Warlock of Wimbledon                | 16 dicembre 1978   |
| 16 | Scooby-Doo e il mostro del lago                   | The Beast is Awake in Bottomless Lake   | 23 dicembre 1978   |

## Scooby-Doo e il fantasma indiano
La banda si dirige verso una riserva indiana per trovare lo zio Dave di Velma, che lavora come pattuglia di frontiera per il confine USA-Canada. Arrivano in barca, durante la quale vedono un enorme gufo, emettendo un orribile suono stridente e volando in aria. La banda arriva alla casetta dello zio Dave e la trova abbandonata e saccheggiata. Mentre sono lì, Scooby afferma di vedere due enormi gufi fuori dalla finestra. Dopo essere usciti, arrivano alcune persone della tribù locale di Chippewa, uno dei quali è il capo della tribù, un uomo di nome Red Herron. Velma spiega a Red Herron e agli altri con lui di suo zio, Dave Walton e Red Herron, che afferma di essere amico dello zio di Velma, spiega che lo zio di Velma è stato portato via dal Willawaw, una creatura leggendaria. Si dice che il Willawaw sia una bestia infuocata che piomba giù per portare via quelli i cui nomi sono stati chiamati da un gufo. Red Herron avverte la banda di andarsene, ma rimangono per risolvere il mistero e trovare lo zio di Velma.
Scooby e Shaggy passano la notte sulla barca, mentre Fred e le ragazze rimangono nella cabina di Dave. Mentre il duo codardo è fuori sulla barca, sentono un gufo che dice il nome di Scooby, quindi appare il Willawaw e inizia a inseguirli. Scooby avvia accidentalmente la barca e finiscono in una vicina grotta marina. Nel frattempo, Fred e le ragazze camminano nella grotta per trovare Shaggy e Scooby. Velma trova un pittogramma indiano nella terra, un segnale di pericolo, che crede sia stato fatto da suo zio. Fred e le ragazze vengono quindi inseguite da due uomini di gufo a grandezza naturale. Finiscono per nascondersi in una stanza piena di cherosene e sacchi di sabbia. Shaggy e Scooby stanno cercando nella stessa grotta, dove scoprono una stanza piena di pellicce, TV e altri manufatti. Scoprono anche alcuni semi che sembrano gufi, che decidono di indossare. Fred e le ragazze decidono di catturare gli Uomini Gufo, solo per catturare accidentalmente Shaggy e Scooby. Raccontano a Fred e alle ragazze i tesori che hanno trovato nella caverna, dando loro l'ultimo indizio per risolvere il mistero.
Decidono di intrappolare il Willawaw e chiunque sia il gufo. Dopo averlo fatto con successo, vengono rivelati i colpevoli: Volpe Grigia, uno dei nativi americani della riserva locale e due dei suoi scagnozzi. Il Willawaw era in realtà un pallone a elio a propulsione controllato da Volpe Grigia, e il motore a reazione era ciò che emetteva quegli orribili suoni stridenti. A quanto pare, tutto il bottino che si trovava nelle caverne erano oggetti rubati che venivano venduti attraverso un anello di contrabbando gestito da Volpe Grigia e che l'anello arrivava fino in Canada. Lo zio di Velma alla fine si presenta con il capo Red Herron e Velma è felice di vedere che suo zio è al sicuro, e Dave spiega che Red Herron lo ha salvato e che era stato rapito e rinchiuso da Volpe Grigia e dai suoi uomini dopo aver scoperto cosa stavano facendo ed era caldo sulle loro tracce.
Il capo Red Herron spiega che prenderà Volpe Grigia e farà decidere agli anziani del consiglio della tribù una punizione adeguata per se stesso e per i suoi uomini.
- Mostri: Willawaw/Pallone a elio a propulsione controllato da Volpe Grigia e e gli Uomini Gufo/Scagnozzi di Volpe Grigia

## Scooby-Doo e il triangolo delle Bermuda
La banda sta andando in barca nel Triangolo delle Bermuda quando incontra un uragano. Si schiantano su un'isola apparentemente deserta dove vedono uno spettacolo strano. Un aereo sta volando in aria, quando un UFO si scontra con esso e sembra ingoiarlo. La banda incontra un vecchio sulla spiaggia che dice loro di lasciare l'isola o che gli uomini scheletro li prenderanno. Scooby e Shaggy rimangono a guardare il fuoco, mentre Fred, Velma e Daphne cercano indizi sull'isola. Si imbattono in una striscia d'aria abbandonata, dove trovano diverse file di vasi per le sbavature. All'interno della torre di controllo della striscia aerea, scoprono nuovi comandi che sono lì per guidare un aereo, il che è strano dal momento che l'isola è deserta. Daphne scopre le tracce delle ruote che conducono al fianco di una montagna. Alla montagna, scoprono una leva nascosta che apre la montagna. È lì che scoprono gli aerei mancanti che furono ingoiati dall'UFO. Nel frattempo Shaggy e Scooby incontrano gli Uomini Scheletro e si nascondono in un vecchio condotto di ventilazione, che conduce a una caverna sotterranea. Lì vengono inseguiti dagli Uomini Scheletro, ma scappano nascondendosi all'interno di un sottomarino. All'interno trovano un lucernario. Fred, Velma e Daphne decidono di usare una delle radio degli aerei per chiedere aiuto.
Riescono a chiamare una base meteorologica, che promette di avvisare le autorità. Scoprono che parte dei piani sono ridipinti, mettendo insieme il mistero. La banda si riunisce dopo aver scoperto che il lucernario, mostra un ologramma di un UFO nel cielo. La banda cattura gli Uomini Scheletro e Daphne trova i piloti degli aerei legati e imbavagliati all'interno del sottomarino. Il vecchio sulla spiaggia risulta essere un funzionario della Marina degli Stati Uniti che stava cercando di indagare sul mistero. Gli Uomini Scheletro si rivelarono essere il signor Grimsley, capo della base meteorologica, e due scagnozzi assoldati non identificati. Usarono le leggende del Triangolo delle Bermuda per catturare gli aerei in modo da poterli ridipingere e venderli all'estero. L'ologramma UFO fu proiettato dal sottomarino in modo che curiosi curiosi non sospettassero che gli aerei sarebbero atterrati sulle isole.
- Mostri: Uomini Scheletro/Signor Grimsley e due scagnozzi non identificati

## Scooby-Doo e il mostro di ghiaccio
La banda si reca al Polo Nord per visitare il suo amico, il professor Kreuger. Quando arrivano sciano nel villaggio eschimese dove vive il professor Kreuger. Nel villaggio eschimese, la banda trova quasi tutti gli igloo fatti a pezzi e il professor Kreuger è scomparso. Si separarono per cercare indizi, dove Scooby scopre un'enorme impronta di zampa nella neve. Il capo Manook, capo del villaggio, arriva e li informa che una Bestia Delle Nevi simile a un T-Rex ha catturato il professore. Secondo le leggende, la Bestia (che misura circa cinquanta piedi di altezza) arrivò dopo che il villaggio fu costruito su terre sacre. La banda si dirige verso la capanna del professor Kreuger, dove incontrano il suo assistente, Jean Baptiste. Parte in fretta prima che la Bestia Delle Nevi ritorni. L'unico indizio trovato nella capanna era un disegno di tre totem, scoperto da Velma.
Quindi arriva la Bestia della neve e insegue la banda, prima di catturare il Capo Manook. La banda usa una slitta trainata da cani per seguire la Bestia, dove trovano i tre enormi totem. È lì che scoprono altri indizi: neve nera e un suono martellante proveniente dai totem. La Bestia arriva di nuovo e insegue ancora la banda. Dopo essere fuggiti, seguono le sue tracce in una grotta di ghiaccio vicina. Trovano due tunnel, si dividono e cercano altri indizi. Alla fine del loro tunnel, Fred, Velma e Daphne scoprono un enorme sottomarino e più della strana neve nera. Shaggy e Scooby sono meno fortunati e vengono inseguiti solo dalla bestia. Fred, Velma e Daphne seguono una rampa di scale e trovano il professor Kreuger e il capo Manook rinchiusi.
Rendendosi conto di ciò che sta succedendo, la banda escogita una trappola per catturare la Bestia. Scooby lo attira in una chiazza di ghiaccio, dove la Bestia Delle Nevi scivola e si schianta contro un totem, strappando il palo e se stesso. Si scopre che la Bestia era in realtà un enorme robot, programmato da Baptiste. I totem erano in realtà torri di petrolio, che spiegavano la neve nera. Ha usato il sottomarino per contrabbandare il petrolio fuori dal paese.
- Mostro: Bestia Delle Nevi/Robot guidato da Jean Baptiste

## Scooby-Doo e la strega di Salem
È Halloween a Salem. Un vecchio custode sta scavando tombe in un cimitero. All'improvviso appare una strega luminosa, vestita di una tunica viola e una parrucca verde. La custode scappa urlando che è tornata. Arriva nella casa di Squire Marley (uno dei leader della città), sostenendo che la vecchia strega di Salem, Milissa Wilcox, è risorta dalla sua tomba per cercare vendetta dopo essere stata bruciata sul rogo più di 200 anni fa.
La banda sta andando a Salem per vedere una vecchia amica, Arlene Wilcox, che ha appena ereditato la casa della sua famiglia. Quando arrivano, vedono lo scudiero Marley inchiodare il segno della strega su uno degli alberi. Li avverte di andarsene, dicendo che Arlene è stata posseduta dalla strega di Salem. La banda ignora i suoi avvertimenti ed entra nella casa di Arlene per scoprire cosa sta succedendo. Racconta loro che lo scudiero Marley ha visto la strega e ha affermato di assomigliare esattamente ad Arlene, sapendo che Arlene è una discendente diretta di Milissa Wilcox. Dopo aver mostrato le loro stanze, Shaggy e Scooby si vestono nei loro costumi di Halloween. Shaggy è un contadino e Scooby è vestito come una strega, molto simile a Milissa Wilcox. È lì che incontrano per la prima volta la strega, che appare nella loro stanza. Prima che possano chiedere aiuto, la strega scompare in una nuvola di fumo verde. Fred, Daphne, Velma e Arlene corrono di sopra per trovare Shaggy e Scooby terrorizzati. Daphne nota uno strano liquido sul terreno che sta divorando il tappeto. Mentre guardano fuori dalla finestra, vedono la strega che corre di nuovo al cimitero. La inseguono, lasciando Arlene sola a casa. La banda arriva al cimitero solo per vedere la strega correre nella sua tomba e scomparire in un'altra nuvola di fumo. Velma va dietro la tomba e trova un pezzo di filo caldo, un indizio per il mistero. Dopo essere stati avvertiti di nuovo, questa volta da Gar Mooney, il custode, si dirigono al Salem Witchcraft Museum per esaminare i vecchi dischi. Lì trovano l'albero genealogico di Wilcox, dove il nome di Arlene è segnato e sostituito dalla parola "Gemelli" (un altro indizio). La banda si separò, con Fred, Daphne e Velma che tornavano a casa di Arlene, e Shaggy e Scooby dolcetto o scherzetto.
Mentre sono dolcetto o scherzetto, Scooby viene scambiato per Milissa Wilcox e riportato da Squire Marley e la folla cittadina al museo della stregoneria per una confessione vecchio stile (ripetutamente schiacciandolo sott'acqua). Fred, Daphne e Velma trovano la casa di Wilcox deserta e si dirigono verso il cimitero, dove trovano Arlene. Arlene era fuggito dalla folla dopo essere stato avvertito da Gar Mooney. Shaggy arriva quindi dopo essere fuggito dalla confessione invisibile, e la banda si dirige al museo per salvare Scooby. Hanno successo, fino a quando la folla non inizia a inseguirli pensando di essere gli assistenti delle streghe. La banda ritorna al cimitero per scavare una buca per intrappolare la strega. Shaggy e Scooby sventolano il piano, ma la strega cade in un'altra buca, intrappolandosi. Lo scudiero Marley arriva proprio mentre la banda rivela ciò che sta accadendo. La strega è in realtà la sorella gemella di Arlene, che Arlene non aveva mai conosciuto o conosciuto. Stava cercando di spaventare Arlene fuori città per rubare la sua eredità e proprietà. Fred rivela che anche Gar Mooney stava aiutando sua sorella. Il filo che Velma trovò dietro la tomba fu costruito da Mooney per far brillare la strega. Anche l'acido sul tappeto della casa di Arlene proveniva dalla batteria costruita dal cablaggio.
Marley si scusa con la banda e Arlene e accompagna in prigione i non nominati Wilcox e Gar.
Più tardi a casa di Arlene, Shaggy dà a Scooby un po' 'di zuppa di pollo perché ha preso il raffreddore per essere stato schiacciato così tante volte, solo con il pollo ancora rimasto dentro.
- Mostro: Fantasma della Strega di Salem/Milissa Wilcox

## Scooby-Doo e la maledizione dell'antica città
La banda si reca in Turchia per visitare il suo amico, il dottor Brixton, che ha scoperto una città sepolta che è rimasta intatta per migliaia di anni. Il dottor Brixton informa la banda che i suoi operai erano tutti spaventati da un Mostro Di Catrame, il che significa che lo scavo era stato rinviato. Si diceva che la città sotterranea fosse custodita dal mostro, che proteggeva l'antico tesoro. L'assistente del professore, Stoner, è stato rapito dal mostro.
Dopo un breve incontro con il Mostro Di Catrame, la banda segue le sue tracce in una pozza di catrame vicina. Lì trovano un antico pezzo di ceramica. Il giorno successivo, si dirigono verso l'antica città con il Dr. Brixton, che scopre che l'antico tesoro è stato rubato. La banda cerca indizi e trova ceramiche simili a quella trovata la sera prima, oltre a un'altra piscina di catrame. Il mostro insegue Shaggy e Scooby mentre cercano. Fred, Velma e Daphne trovano l'ultimo indizio quando scoprono una mappa della città sotterranea. Intrappolano il mostro, che risulta essere Stoner. Ha usato un compressore d'aria e una muta da sub per nuotare nelle pozze di catrame in modo da poter rubare il tesoro. Dopo essere stato arrestato, la banda usa la mappa per trovare il tesoro mancante. Lo localizzano dietro un muro nascosto nel santuario interno.
- Mostro: Mostro Di Catrame/Signor Stoner

## Scooby-Doo a Loch Ness
La banda si reca in Scozia per visitare l'amica di Velma, Aggie McDuff, che vive in un antico castello che è stato trasformato in un'attrazione turistica. Lungo la strada, la banda passa accanto al Loch, dove vedono uno spettrale uomo scozzese che suona la cornamusa e un enorme Mostro Di Loch Ness nel lago. Si fermano in una locanda vicina per chiedere indicazioni, dove il guardiano della locanda li avverte di stare lontano dal Castello di McDuff. Ignorano i suoi avvertimenti e si dirigono verso il castello, dove Aggie dice loro che un mostro e un fantasma hanno spaventato tutti i turisti. Incontrano il suo assistente, il signor Jamie Craigmore, che afferma di aver visto il fantasma. Il fantasma sembra essere il bisnonno di Aggie, Finnyan McDuff.
La banda si addormenta, quando Shaggy e Scooby vengono terrorizzati dal Mostro Di Loch Ness. Il resto della banda appare appena in tempo per vedere il Fantasma di Finnyan McDuff in piedi su una delle torrette del castello. Fred, Velma e Daphne decidono di cercare indizi nella torretta, mentre Shaggy e Scooby cercano il resto del castello. Shaggy e Scooby si trovano nella biblioteca, dove trovano una nota che dice "Switzer e 100 orologi da polso", un indizio. Nel frattempo, Fred, Velma, Daphne e Aggie perquisiscono la torretta e trovano un bollettino meteorologico e un rotolo di filo. Si incontrano con Shaggy e Scooby, che sono stati inseguiti dal fantasma. Aggie mostra quindi alla banda una sezione del castello che è stata chiusa per secoli.
Anche se quella parte del castello è stata chiusa, ci sono impronte laggiù, il che significa che qualcuno è stato di recente lì. Arrivano a una vecchia porta, dove c'è olio fresco sulla cerniera. È lì che scoprono centinaia di scatole di orologi da polso, con il marchio "Made in Switzerland". Scoprono cosa sta succedendo e decidono di intrappolare il fantasma e il mostro di Loch Ness. Scooby inizia a suonare le cornamuse, convocando il mostro di Loch Ness (con Shaggy inconsapevolmente in cima alla testa del mostro), che si rivela essere un mostro meccanico che è controllato dal suono delle cornamuse. Intrappolano il fantasma di Finnyan McDuff, che si rivela essere Jamie Craigmore. Jamie contrabbandava orologi da polso e altre merci dalla Svizzera usando un minisub sotto il Mostro Di Loch Ness. Ha usato la leggenda di Finnyan McDuff per spaventare i turisti che interferiscono.
- Mostri: Fantasma di Finnyan McDuff/Jamie Craigmore e il Mostro Di Loch Ness/Minisub

## Scooby-Doo e il fantasma dei pirati
La banda fa sci nautico quando incontra un altro sci d'acqua, uno che usa gli squali mangiatori di uomini per gli sci e indossa una maschera di ferro da brividi. Comincia a inseguirli, ma scappano.
La banda si dirige quindi in un ristorante locale per incontrare il Capitano Morgan, la loro guida turistica per Skull Island. L'isola ospitava una prigione per i criminali più pericolosi, ma è stata trasformata in un'attrazione turistica. La banda sta discutendo dell'uomo con la maschera di ferro, quando Mama Mione, la proprietaria del ristorante, inizia a raccontare loro la storia della Vecchia Faccia Di Ferro. Afferma che è lui a tormentare Skull Island dopo essere stato prigioniero lì anni prima. Indossava la maschera di ferro, così nessuno avrebbe dovuto guardarlo.
Decidono di andarsene dopo che il Capitano Morgan non si presenta. Mentre se ne vanno, Velma nota che un camion sta scaricando un sacco di cibo nel ristorante di Mama Mione. La banda, preoccupata per il Capitano Morgan, e decide di dirigersi verso Skull Island per trovarlo.
Arrivano e trovano la barca del Capitano Morgan. Fred, Velma e Daphne perquisiscono i terreni, mentre Shaggy e Scooby cercano all'interno della prigione. È lì che vengono di nuovo inseguiti dalla Faccia Di Ferro.
Mentre Fred, Velma e Daphne perquisiscono la casa delle barche, scoprono casse di alimenti simili a quelle dei Mama Mione. Scoprono anche un tunnel che conduce sotto la vecchia prigione. Lo seguono e finiscono in una dimora sotterranea. Il luogo è stato saccheggiato facendolo sembrare come se diverse persone vivessero lì. Velma sente gemere e scoprono il Capitano Morgan in una buca nel terreno; era stato rapito e laggiù per ore.
Nel frattempo, Vecchia Faccia Di Ferro continua a perseguitare Shaggy e Scooby. Scappano dall'isola, mentre segue la Vecchia faccia di ferro. Fred progetta una trappola per catturare il fantasma (tramite una gru magnetica che afferra la maschera di ferro del mostro), e funziona.
Vecchia Faccia Di Ferro si rivela essere Mama Mione. Gli squali con cui sciava erano effettivamente siluri che portavano clandestinamente prigionieri a Skull Island. Ha aiutato i prigionieri a fuggire perché le avevano pagato un sacco di soldi, era abituata alla leggenda della Vecchia Faccia Di Ferro per spaventare la gente. Quando ha saputo che l'isola sarebbe diventata un'attrazione turistica, i suoi ospiti paganti hanno chiesto di essere riportati nella terra principale, motivo per cui hanno trovato il posto vuoto. Un detective sotto copertura ha assistito al tutto e ha preso in custodia la mamma Mione.
La mattina dopo, la banda stava lasciando l'isola quando vide Scooby imitare la Vecchia Faccia Di Ferro in sella agli squali siluro. Cadde in acqua dopo essersi quasi schiantato contro la barca della banda e colpì la finestra con il fondo di vetro.
- Mostro: Fantasma della Vecchia Faccia Di Ferro/Mama Mione

## Scooby-Doo e il giaguaro leggendario
Mentre la banda è sull'aereo per Rio de Janeiro, devono effettuare un atterraggio di emergenza nel mezzo della giungla brasiliana. I piloti, Luis e José, li informano che si trovano nel paese del Jaguaro. Il Jaguaro è una creatura leggendaria, con il corpo di una scimmia e la testa di una tigre dai denti a sciabola. Gli indigeni locali, che capita di essere cacciatori di teste, lo adorano come un dio. La banda decide di cercare una barca nella giungla per portarli fuori di lì. Fred, Velma e Daphne si dirigono verso il villaggio mentre Shaggy e Scooby cercano lungo il fiume.
Mentre cercano il fiume, Shaggy e Scooby si imbattono nel Jaguaro, che è tornato in vita e sembra voler mangiarli. Riescono a fuggire attraversando il fiume. Nel frattempo, Fred, Velma e Daphne stanno cercando un villaggio, dove trovano un uomo di nome Barney che sta guidando una barca a motore. Li informa che sta realizzando un film sugli indigeni e afferma che il loro atterraggio aereo ha fatto arrabbiare l'idolo Jaguaro e lo ha portato in vita. Si riuniscono con Shaggy e Scooby e tornano all'aereo. Scoprono che l'aereo è stato attaccato dal Jaguaro e i piloti dispersi. Fred, Velma e Daphne seguono una serie di tracce nella giungla, mentre Shaggy e Scooby rimangono sull'aereo. Shaggy e Scooby vengono quindi inseguiti e catturati dagli indigeni.
Fred, Velma e Daphne trovano una capanna sul fiume e decidono di cercarla. Si scopre non essere una capanna, ma una chiusa vecchio stile per il mining. Si incontrano con Barney, insieme a Luis, e si imbarcano sulla sua barca. Racconta loro che il Jaguaro ha attaccato l'aereo e catturato José. Prima di scendere dalla barca, Barney consegna a Luis un rotolo di film da consegnare a Rio. Dopo aver trovato l'aereo vuoto e piume native, decidono di salvare Shaggy e Scooby. Entrano in una grotta vicino al villaggio natale, dove trovano la statua del Jaguaro. Lo trovano strano perché Barney ha detto loro che la statua aveva preso vita. Shaggy e Scooby scappano dalla capanna e vengono inseguiti sul ponte dagli indigeni e dal Jaguaro. Il ponte si rompe, portando con sé il Jaguaro lungo il fiume, dove è rimasto intrappolato.
Il Jaguaro risulta essere Barney vestito con un costume. Lui e Luis stavano effettivamente lavorando insieme in uno schema di estrazione di diamanti e avevano legato José all'interno della sua barca. Barney usò la leggenda del Jaguaro per spaventare gli indigeni. Tentarono di scappare, ma Fred aveva rimosso le candele all'interno dell'aereo.
- Mostro: Jaguaro/Barney

## Scooby-Doo non avvicinarti a quel felino
La banda visita la zia di Daphne, Olivia Dervy, che vive a New York. Sulla strada per il suo appartamento, assistono a una rapina in una gioielleria. Scooby cade nella fogna e vede una strana creatura simile a un gatto che trasporta una manciata di gioielli costosi. Si dirigono all'appartamento di Olivia, dove lei dice loro che ha sofferto di terribili incubi. Alcune settimane fa, ha ricevuto un medaglione di gatto per posta e da allora ha iniziato a fare sogni. Sognava di trasformarsi in una Creatura Felina e ha iniziato a commettere rapine. Chiamano il suo dottore, Dott. Bell, per darle alcune prescrizioni. Successivamente, la banda decide di indagare su chi ha inviato il pacco ad Olivia, insieme alla rapina nella gioielleria.
Shaggy e Scooby scoprono che il pacco è stato inviato da un cimitero, dove trovano la cripta dove giace il mostruoso gatto. Nel frattempo, Fred, Velma e Daphne scoprono che c'è una botola nel negozio di gioielli che porta al cimitero. La banda si incontra nel cimitero e torna in hotel, dove Olivia ha avuto un altro incubo. Inoltre, ci sono impronte di zampe bagnate che conducono dalla sua finestra al suo letto, convincendola che si sta davvero trasformando in una Creatura Felina. La banda escogita uno schema per catturare la Creatura Felina; alla fine lo catturano dopo che Scooby-Doo lo conduce in un ascensore straziante e scoprono che la Creatura Felina  è in realtà il Dottor Bell. Ha usato il medaglione per gatti per ipnotizzare Olivia a causa della sua efficace risposta all'ipnosi, in modo da poter appuntare le sue rapine su di lei e scappare con milioni di dollari di gioielli rubati.
- Mostro: Creatura Felina/Dottor Bell

## Scooby-Doo e la mantide spaventosa
A tarda notte nei giardini botanici di Claw Vulture, un postino bussa alla porta di una villa, consegnando un pacchetto per il professor Greer, che fa i suoi studi in giardino. All'improvviso, una creatura simile a una mantide religiosa antropomorfa alta sette piedi appare e attacca il postino, costringendolo a correre nel suo camion, terrorizzato.
Nel frattempo, la banda visiterà il professor Greer nel giardino botanico. Arrivano davanti al cancello dei Giardini Botanici di Claw Vulture e sterzano per evitare di colpire il postino in fuga. Preoccupata per la partenza affrettata del postino, la banda indaga. Incontrano un uomo intimidatorio che accusa la banda di sconfinamenti. Velma dice all'uomo che sono qui come amici del professor Greer. L'uomo si presenta come Harry Keeble, il custode dei giardini. Li avverte di andarsene e di portare con sé il Professor Greer, avvertendoli di qualcosa di grosso e malvagio che si scatena nei giardini, prima di uscire sospettosamente, lasciando Velma preoccupato per la sicurezza del professore.
La banda si fa strada attraverso i giardini alla ricerca del professor Greer. Scooby e Shaggy si allontanano e si scontrano con la Mantide Religiosa. Fuggono, si imbattono in Fred e nelle ragazze e raccontano loro della Mantide. Il professor Greer appare e conferma l'avvistamento di Shaggy e Scooby, che c'è davvero una creatura nel giardino. Il professor Greer porta la banda nella sua dimora e spiega che la Mantide ha spaventato tutti gli altri, e l'unico rimasto è Mr. Keeble.
Il professor Greer mostra loro un laboratorio che ha trovato nascosto nella sua dimora, e mostra loro anche un diario che afferma che la Mantide è stata creata quando chiunque ha scritto la voce del diario ha fatto un errore fatale in un esperimento. Velma fa notare che la voce relativa alla Mantide è l'unica voce del diario. Il professor Greer dice anche alla banda che la mantide non ha iniziato a presentarsi fino a quando non ha iniziato a lavorare lì. Scooby riesce a liberare un uomo sospetto, che è stato origliato. Il professor Greer presenta l'uomo come Clive Dickerman, un agente immobiliare che vuole comprare il giardino dal professor Greer, e Clive cerca di contrattare con Greer, ma Greer rifiuta di vendere i giardini. Dickerman minaccia Greer e fa un'uscita inquietante. Greer dice alla banda che sarebbe meglio che se ne andassero la mattina prima che accada qualcosa di brutto.
La banda ha un incontro e Fred e le ragazze decidono di esplorare i giardini per indagare. Scooby e Shaggy non amano quell'idea e decidono di andare a letto. Shaggy e Scooby poi cambiano idea, rendendosi conto che saranno tutti soli nella dimora, e mentre stanno per lasciare la loro stanza, la Mantide appare e li insegue. Nel frattempo, Velma, Daphne e Fred danno un'altra occhiata al laboratorio e al diario e scoprono che non c'è alcuna indicazione di chi sia il diario. Trovano un altro intercettatore e scoprono l'assistente del professor Greer, Eric Arby. Afferma di essere scappato quando è apparsa quella Mantide, ma poi è tornato in aiuto.
Scooby e Shaggy riescono a fuggire dalla Mantide e si incontrano con il resto della banda. La Mantide fa un altro ingresso e spaventa Eric. Dopo la riunificazione, la Mantide rapisce Daphne. Fred, Velma, Scooby e Shaggy svegliano il professor Greer e chiedono aiuto per trovare Daphne. Il professor Greer è d'accordo non appena si cambia. Fred, Velma, Scooby e Shaggy scappano nel giardino quando scorgono una luce in movimento dalla finestra, solo per scoprire che Clive Dickerman sta curiosando nel giardino. Fred e Velma iniziano a interrogare Dickerman, ma scappa in giardino.
Quindi appare la Mantide e insegue i quattro. Riescono a perderlo, e poi trovano Daphne in una vecchia capanna. Incontrano di nuovo Mr. Keeble, e avverte ancora una volta la banda prima di andarsene. Al ritorno alla villa, la banda trova all'interno impronte fresche coperte di olio. Appare il professor Greer e la sagoma della Mantide appare fuori dalla finestra. Il professor Greer fugge, lasciando dietro di sé impronte oleose, e poi Velma lo capisce.
Intrappolano la Mantide e viene smascherata come Professor Greer. Ha allestito il laboratorio e l'entrata del diario come uno stratagemma per indurre la banda a credere che il risultato di un brutto esperimento fosse vagare nel giardino. Un altro indizio erano le impronte oleose che il professore si era lasciato alle spalle, a dimostrazione del fatto che era stato fuori mascherato da mantide. E la mantide fuori dalla finestra era solo un ritaglio e i ringhi si sentivano solo su nastro. Il professor Greer l'ha fatto perché ha trovato olio nella proprietà e ha voluto spaventare tutti per poter concludere l'affare per acquistarlo. L'olio sulla terra era il motivo per cui Dickerman voleva comprare il giardino così male.
- Mostro: Mantide/Professor Greer

## Scooby-Doo e il diabolico spettro
La banda è diretta alla Decade Records per guardare una registrazione dal vivo di un loro famoso amico, Jimmy Lewis. All'arrivo in studio, vengono accolti da una guardia di sicurezza indesiderata di nome Joe. Jimmy fa entrare la banda, facendo sapere alla guardia che sono suoi amici. Jimmy dice alla banda che uno dei suoi cantautori, Tony Synes, è scomparso e ha lasciato uno strano brano musicale che Jimmy dice alla banda che si esibirà stasera.
Jimmy presenta la banda al suo pianista e arrangiatore, Ian Barkin, Ace Decade, nipote del proprietario dello studio e ingegnere della registrazione, Brick Tyler. Ian inizia a suonare la canzone scritta da Tony prima che scompaia, e all'improvviso l'apparecchiatura di registrazione inizia a funzionare male. La banda poi sente parlare di un fantasma che sta perseguitando lo studio, con grande dispiacere di Scooby e Shaggy. Jimmy spiega che il Fantasma è il fantasma di un musicista in cerca di vendetta contro coloro che hanno rovinato la sua carriera. Jimmy porta quindi Fred, Daphne e Velma in tournée nello studio e Shaggy e Scooby restano indietro per giocare con l'attrezzatura.
Appare quindi il Fantasma, che sembra un musicista rock glam, e insegue Shaggy e Scooby, rubando il pezzo di musica che Tony Synes ha scritto prima di scomparire. Shaggy e Scooby trovano la banda e Jimmy e raccontano loro del loro incontro con il Fantasma. Jimmy e la banda tornano in studio per cercare il Fantasma, ma non c'è più, insieme alla musica. Scooby e Shaggy vanno nello spogliatoio di Jimmy per recuperare una copia della musica e hanno un altro incontro con il Fantasma, che cerca di prendere la copia. Il Fantasma insegue Shaggy e Scooby, inseguendo la musica, e Scooby e Shaggy riescono a fuggire con la musica. Si incontrano con la banda e raccontano loro del Fantasma.
All'improvviso, il Fantasma arriva al Citofono e minaccia la banda. La banda decide di andare a cercare negli uffici il fantasma e Shaggy e Scooby vanno alla mensa per buttarsi giù. Velma, Fred e Daphne trovano la fonte della voce nell'ufficio di Ace Decade, era solo una registrazione su nastro. Ace Decade dice alla banda che non ha idea di come sia arrivato lì, e nessun altro ha una chiave se non se stesso. Scoob e Shag vanno in mensa a mangiare e pensano di vedere il Fantasma in un ripostiglio, chiudendolo a chiave. Corrono per dirlo alla banda, ma vengono catturati e buttati fuori da Joe, la guardia.
Di nuovo in studio, la sessione di registrazione viene annullata e rinviata a domani. Scooby e Shaggy escogitano un modo per tornare in studio e, nel frattempo, trovano centinaia di dischi di Jimmy Lewis nella spazzatura fuori. Nel frattempo, Fred, Daphne, Velma e Jimmy pensano a cosa potrebbe esserci di così speciale nella canzone che Tony Symes ha scritto. Scooby e Shaggy rientrano e raccontano alla banda l'indizio nella spazzatura, quindi il Fantasma appare e afferra la musica, ma la banda lo ferma e il Fantasma li insegue, cercando di ottenere la musica e, nel processo, cade nella sua stessa trappola.
Il Fantasma è smascherato come Ace Decade. Stava rubando dischi dallo studio di suo zio e li vendeva per il proprio profitto. La registrazione su nastro nel suo ufficio era uno stratagemma per far sembrare che fosse incorniciato. L'indizio più grande era la canzone che Tony Synes ha scritto e lasciato quando è scomparso. Le note nelle prime tre barre indicano ACEDECADE che punta un dito accusatore dritto verso l'asso. Una volta che Ace ha ascoltato la canzone, ha capito cosa ha fatto Tony e ha simulato il malfunzionamento per interrompere la sessione. Il Fantasma era una copertura per l'operazione.
Viene rivelato che Tony Synes è la persona rinchiusa nell'armadio che Shaggy e Scooby pensavano essere il Fantasma.
- Mostro: Fantasma del musicista Rock Glam/Tony Synes

## Scooby-Doo e l'avventura cinese
La banda si reca in Cina, dove si perdono e si ritrovano nella città di Rampoo. La città è famosa per la sua leggenda del mostro lunare, una creatura che venne sulla terra da un raggio di luna e trasformò tutti gli oggetti su cui proiettava la sua ombra in pietra. Alla Mystery Machine si fora una gomma a terra e la banda finisce per passare la notte al Rampoo Palace, dove incontrano Kim Chow Ling, il nuovo proprietario del palazzo, suo zio, Chin Wong Sing e Ling Foo. Shaggy e Scooby affermano di aver visto il leggendario Mostro Lunare, ma il resto della banda lo respinge. La banda apprende che Kim erediterà presto la fortuna della sua famiglia. Ling Foo ricorda a Kim che il tesoro deve essere eliminato, perché in caso contrario, il mostro lunare causerà il caos su tutti nel palazzo (secondo la leggenda).
Più tardi quella notte, il Mostro Lunare inizia a inseguire Shaggy e Scooby. Scappano per un attimo, ma non prima che Velma veda il Mostro Lunare, remando via in una padella. La banda e Kim poi sentono il gong della cena che viene strizzato dallo zio Chin, rendendolo strano dal momento che sono le due del mattino. Scoprono che lo zio Chin è stato trasformato in pietra e il mostro lunare è dietro di lui. Il mostro scompare e Velma trova il primo indizio, strisce di grasso dietro la statua di Zio Chin, che porta nel muro. Cercano nella stanza dello zio Chin e scoprono strumenti antichi; uno strumento di intaglio in particolare sembra usato di recente, un altro indizio. La banda si divise e cercò indizi. Velma, Fred e Daphne remano sulla baia per scoprire un vicino seacave. È lì che trovano un tunnel che riporta al palazzo. Si rendono conto di ciò che sta succedendo e decidono di intrappolare il Mostro Lunare.
Dicono a Kim di mettere in valigia il tesoro di famiglia e gettarlo nella baia. Lo fa, e il tesoro lava fino alla vicina cava marina. La banda prende il tunnel per la grotta, dove scoprono il Mostro Lunare che afferra il tesoro. Lo intrappolano e svelano chi è veramente: si tratta di Zio Chin. Voleva allontanare l'eredità da Kim, quindi ha scolpito una statua di se stesso con l'antico strumento per intagliare per far sembrare che fosse stato trasformato in pietra. Chin sapeva che le maree avrebbero lavato qualsiasi cosa nella baia nella caverna. Quindi tutto ciò che Chin ha dovuto fare è stato spaventare Kim nel buttare via il suo tesoro ed essere lì per prenderlo quando si è lavato. Con il caso risolto, Scooby e Shaggy hanno sandwich giganti al palazzo.
- Mostro: Mostro Lunare/Zio Chin

## Scooby-Doo e il fantasma veneziano
Al Teatro dell'Opera di Venezia, una figura incappucciata entra e afferra un medaglione triangolare dal suo display sopra il palco. Scappa via con una gondola e dice "Presto il tesoro del doge sarà mio".
La banda arriva a Venezia, in Italia, dopo che il loro amico Antonio li ha invitati a visitare. Viaggiano attraverso le gondole per raggiungere il ristorante di Antonio prima che chiuda. Durante il viaggio, Shaggy e Scooby incontrano una figura incappucciata che credono sia un fantasma. Il gondoliere che li prese li assicura che era solo la nebbia a fare brutti scherzi. Arrivano presto per incontrare Antonio, dove li informa che sta ancora studiando arte nella sua accademia. Velma continua a chiedergli del suo famoso antenato, il Doge Malvolio IV. Antonio afferma che il suo tesoro non è mai stato trovato, insieme al suo ritratto. L'unica cosa che Antonio ha lasciato del suo famoso antenato sono quattro medaglioni d'oro. Ne ha uno, gli altri due risiedono nel museo del palazzo. Il quarto è stato rubato di recente.
Non appena escono dal ristorante, l'amico di Antonio, Mario, si precipita da lui affermando che un altro medaglione è scomparso ed è stato preso dal gondoliere spettrale. Antonio porta la banda all'accademia che frequenta per far spiegare al suo professore chi è il gondoliere spettrale. Sulla strada, mostra loro alcuni ritratti dei suoi antenati (meno quello del Doge Malvolio). Velma nota la somiglianza tra loro e Antonio, i loro occhi verdi. La banda incontra l'insegnante di Antonio, il professor Salari, che racconta loro la storia del Gondoliere Spettrale. Durante il regno del doge Malvolio, il Gondoliere Spettrale fu condannato all'ergastolo. Riuscì a fuggire e condusse i suoi eserciti a Venezia per rovesciare il doge. La fortuna reale svanì, ad eccezione dei medaglioni. La banda e Antonio si dirigono al palazzo per assicurarsi il medaglione che è lì. Velma nota che il gondoliere che ha dato loro un passaggio è in agguato.
Antonio mostra alla banda il medaglione e tutti lo passano in giro per dare un'occhiata. Daphne ci prova e presto la gondoliera spettrale appare dietro di lei. Tutti scappano, ma Daphne riesce a farsi catturare dal fantasma. La banda lo segue fuori dove lo vedono remare in gondola con Daphne legata in una borsa con la testa sporgente. Non riescono a catturarlo e notano che la sua gondola è semplicemente scomparsa. Velma trova una piccola fiala sul terreno dove la barca è scomparsa. Velma, Fred, Antonio, Scooby e Shaggy si incontrano con Mario e decidono di cercare nell'accademia. Separandosi, Shaggy, Scooby e Antonio perquisiscono il seminterrato, mentre Velma, Fred e Mario cercano di sopra. Quando Mario va a recuperare le chiavi dall'ufficio di Antonio, Velma e Fred sentono un grido, e poi la risata sinistra del gondoliere spettrale. Trovano l'ufficio di Antonio saccheggiato e briciole di plastica rosse per terra. Nel frattempo, Shaggy e Scooby perquisiscono il seminterrato e notano che Antonio è scomparso.
Sono inseguiti dal Gondoliere Spettrale e sfuggendogli si incontrano con Fred e Velma. Seguono un paio di passi che conducono all'esterno verso una gondola, dove vedono il fantasma in un'altra barca. Lo inseguono, ma lui colpisce un buco nella barca, facendoli affondare. Scooby scopre una leva nascosta su una delle rocce, che apre una stanza nascosta che conduce al palazzo. È lì che scoprono il ritratto mancante del doge. Dietro il ritratto c'è una stanza in cui Antonio e Daphne sono rinchiusi. Un indizio nel ritratto aiuta Velma a capire dove si trova il fantasma, insieme al tesoro. La banda rintraccia il fantasma in Piazza San Marco, dove lo vedono usare i medaglioni per aprire un passaggio segreto. Lì lo trovano, insieme al tesoro perduto. Mentre insegue Scooby e Shaggy, oltre a sopportare qualche bavaglio, la gondoliera spettrale viene intrappolata in una gondola gonfiabile forata e catturata.
Il fantasma risulta essere Mario, che è anche un discendente del Doge Malvolio (da un altro ramo della famiglia). Voleva rubare i medaglioni per recuperare il tesoro perduto e non voleva condividerlo con Antonio. Mario mascherò la sua unica caratteristica familiare per mantenere segreta la loro relazione, i suoi occhi verdi. Ha usato delle lenti a contatto rosse per far apparire gli occhi marroni, il che ha spiegato la plastica rossa trovata da Velma. Ha anche usato una gondola gonfiabile per spremere attraverso fessure strette.
Il normale gondoliere che si aggirava in agguato si presenta. A quanto pare, questo particolare gondoliere non stava cercando di far loro del male - rivela che le chiavi di Fred alla Mystery Machine erano cadute dalla tasca dei pantaloni e voleva semplicemente restituirle. Il giorno dopo pranzano, mentre Shaggy e Scooby camminano con molto cibo. Fred dice loro di guardare dove stanno andando, ma continuano a cadere in un fiume.
- Mostro: Gondoliere Spettrale/Mario

## Scooby-Doo e il fantasma del generale Juan Carlos
La banda si dirige a Puerto Rico per le vacanze. Quando arrivano, scoprono che un museo è stato derubato dei suoi inestimabili tesori. Poi sentono le esplosioni provenienti da una fortezza abbandonata vicina e decidono di controllarlo. Mentre sono lì, Shaggy e Scooby scoprono che uno dei vecchi cannoni è ancora caldo, il che significa che è stato usato di recente. Appare un fantasma e inizia a inseguirli. Scappano e decidono di mantenere segreto il fantasma in modo da non dover tornare alla fortezza.
Il giorno successivo, la banda va in battuta di pesca e decide di chiedere al capitano Eddy della fortezza. Secondo la leggenda, la fortezza di El Moro è infestata e sorvegliata dal generale spagnolo del XVI secolo, Juan Carlos, che spesso fa esplodere i cannoni. Tornano alla fortezza per indagare, con grande sgomento di Shaggy e Scooby. Dopo aver visto il fantasma, Fred, Velma e Daphne si dirigono nella sala dei dischi di Puerto Rico, lasciando Shaggy e Scooby alla fortezza. Nella sala dei documenti, Daphne scopre una mappa di Puerto Rico che mostra un tunnel che porta dal museo alla fortezza. Velma crede che la rapina al museo sia collegata al fantasma di Juan Carlos.
I tre trovano l'ingresso del tunnel sotto una finta cabina telefonica e seguono il tunnel fino alla fortezza. Scoprono tutto il tesoro rubato nel tunnel. Shaggy e Scooby si schiantano nel tunnel, cadendo su una cassa piena di palle di cannone vuote e paracadute. Velma scopre cosa sta succedendo e pianifica una trappola per Juan Carlos. Dopo che Scooby lo intrappola accidentalmente, scoprono che il colpevole è il capitano Eddy. Aveva usato le palle di cannone vuote e i paracadute per inviare il tesoro alla sua barca, dove poi lo aveva portato fuori dal paese. Ha usato la leggenda di Juan Carlos come scusa per sparare ai cannoni. Fu poi preso in custodia dall'ispettore Armandez della polizia di Porto Rico, che aveva seguito la banda per tutto il tempo. Risolto il mistero, la banda va a godersi la spiaggia il giorno successivo, con Shaggy e Scooby che costruiscono castelli di sabbia mentre Fred e le ragazze li guardano.
- Mostro: Fantasma del generale Juan Carlos/Capitano Eddy

## Scooby-Doo e lo stregone Wimbledon
In Inghilterra, Jimmy Pelton, una famosa stella del tennis, e il suo allenatore, Nick Thomas, fanno jogging una notte, allenandosi per la partita di tennis di Jimmy a Wimbledon la mattina seguente, quando inciampano nelle antiche rovine dei druidi di Rothmore. Lì scoprono una specie di bastone antico e poi incontrano uno stregone di nome Anthos, insieme al suo demone hound, che afferma di essersi svegliato dal suo sonno per tutta la vita per adempiere alla maledizione sulla famiglia Pelton. Lo stregone dice a Jimmy che finché ha il bastone maledetto è condannato. Jimmy e Nick fuggono.
Fred, Daphne, Velma, Shaggy e Scooby sono in tournée in Inghilterra allo stesso tempo, e capita di guidare vicino alle antiche rovine di Rothmore. Nick e Jimmy inciampano sulla strada e vengono raccolti nella Mystery Machine. Nick e Jimmy raccontano alla banda del loro attacco da parte dello stregone Anthos, e la banda e Jimmy e Nick guidano verso la villa di Jimmy. Jimmy presenta la banda al guardiano, John, e alla governante, la signora Warren. La signora Warren, che è molto superstiziosa, avverte Jimmy che vede avvicinarsi al pericolo.
All'improvviso compaiono lo stregone e il cane demone, che minaccia di nuovo Jimmy con la maledizione di Anthos, lasciando dietro di sé il bastone maledetto quando scompaiono. Fred, le ragazze, Shaggy, Scooby, Nick e Jimmy si affrettano verso la casa del guardiano dove scoprono che John è scomparso, e la casa è stata saccheggiata e coperta da impronte rosse. Trovano gli stivali di John, che sono schizzati di fango rosso. Seguono le impronte rosse fino a quando alla fine scompaiono, e proprio in quel momento, il signor Burgess, avvocato di Jimmy, arriva e racconta la storia di Anthos. Sostiene che Anthos ha maledetto la casa e la famiglia Pelton e non c'è scampo. Avverte anche Jimmy che se non vincerà l'incontro domani, Jimmy non sarà in grado di pagare il suo mutuo sul palazzo e perderà la casa.
Sapendo che il personale è maledetto, Fred dice a Shaggy e Scooby di liberarsene. Scooby e Shaggy tentano di sbarazzarsi dello staff, ma vengono attaccati e inseguiti da Anthos. Dopo molti tentativi di sbarazzarsi del personale, alla fine l'intera banda insegue lo stregone nel bosco fino alle rovine di Rothmore, quindi scompaiono lo stregone e il cane, e anche Nick scompare. Jimmy perde gli occhiali, solo per trovarli più tardi, insieme allo staff, che scatta prontamente a metà, sperando di porre fine alla maledizione. Velma trova più fango rosso e Jimmy dice alla banda che le rovine sono l'unico posto nel paese in cui puoi trovare fango di quel colore speciale.
Dopo aver sentito gli ululati del demone hound, la banda insieme a Jimmy, tornano di corsa alla villa e scoprono il personale perfettamente fissato vicino al cancello principale, con una nota allegata che recita: "Se suoni domani, significherà la tua morte". Il signor Burgess appare e avverte Jimmy di ascoltare il messaggio, ma Jimmy rifiuta di essere spaventato dallo stregone.
La mattina dopo, Fred, Daphne e Jimmy si recano a Wimbledon per giocare nella partita, e Velma, Shaggy e Scooby rimangono dietro per investigare sulle rovine. Shaggy, Scooby e Velma cadono in una camera sotterranea segreta, che ospita un piccolo laboratorio pieno di segatura e banchi da lavoro. Velma trova una ricevuta per un obiettivo speciale. Lo stregone appare e insegue i tre fino a Wimbledon, dove Jimmy sta giocando in modo orribile mentre continua a vedere lo stregone in tribuna, anche se lo stregone non è lassù. Shaggy, Scooby e Velma trovano Fred e Daphne, e mentre Scooby e Shaggy sono alle concessioni, lo stregone appare e li insegue negli spogliatoi. Velma quindi capisce il mistero e mette in pratica la sua teoria, cambiando gli occhiali di Jimmy e di lei. Con gli occhiali di Velma, Jimmy gioca meravigliosamente e vince l'incontro. Ma lo stregone corre ancora dilagante e dopo un inseguimento lo stregone viene catturato.
Lo stregone è smascherato come Nick, e il cane demone è solo un cane normale in costume. Velma dice che quando Jimmy ha perso gli occhiali nel bosco, Nick li ha scambiati con uno speciale paio di occhiali, che gli ha permesso di vedere un tipo speciale di trucco invisibile. Ciò ha indotto Jimmy a vedere lo stregone tra le tribune. Un uomo che indossava il trucco invisibile si alzava sugli spalti e Jimmy vedeva il trucco, anche se nessun altro poteva, perché Jimmy aveva gli occhiali speciali, quindi Jimmy pensava di vedere Anthos. Si scopre che l'uomo sugli spalti è John il guardiano, che si rivela essere il fratello di Nick. Si scopre anche che Nick e John sono in realtà discendenti degli Stregoni di Anthos e che i fratelli volevano che Jimmy perdesse la partita di tennis in modo che potessero ereditare il palazzo quando Jimmy non poteva permettersi di pagare il mutuo e la vendetta di Anthos sarebbe stata completare. Velma sapeva anche che John era lì dentro, a causa del fango rosso sulle sue scarpe, e ha dimostrato che John era stato alle rovine ultimamente, perché Jimmy ha detto che il fango rosso poteva essere trovato solo sulle rovine. E la costante ricomparsa dello staff ha funzionato perché c'era più di uno staff; John e Nick avrebbero scolpito il personale nell'officina segreta sotto le rovine.
- Mostri: Stregone Anthos/Nick e il Cane Demone/Il cane di Thomas

## Scooby-Doo e il mostro del lago
Mentre si dirige verso una battuta di pesca a nord, la banda si perde e si ritrova in Canada. Decidono di accamparsi a Bottomless Lake, che è completamente deserto. La banda si perde e quando Shaggy e Scooby decidono di chiedere indicazioni, si ritrovano inseguiti da un orribile mostro marino. La banda decide di tornare in città dopo che la bestia scompare. Quando arrivano nella città deserta, Daphne vede un giornale che dice che milioni di monete d'oro sono state rubate da una miniera vicina tre settimane prima. Incontrano un boscaiolo in città, che racconta loro della Bestia del lago senza fondo.
Secondo una leggenda, si dice che una bestia protegga il lago e se qualcuno vi pesca, il livello del lago affonderà. La banda quindi si dirige al mercato per fare scorta di cibo e forniture, dove incontrano Julie, la figlia del proprietario del negozio. Li avverte di stare lontano dal lago. Quando la banda raggiunge il lago, sistemano il campo e si addormentano. Sono risvegliati dal tuono, solo il cielo è chiaro, il che significa che sta succedendo qualcosa di sospetto. Si separarono per cercare indizi; Fred, Velma e Daphne si guardano intorno, mentre Shaggy e Scooby rimangono al campo. La bestia appare e inizia a inseguirli. Pensano di averlo intrappolato, ma è fuggito attraverso una botola che Velma ha scoperto in una delle cabine. Fred, Velma e Daphne perquisiscono il tunnel, mentre Shaggy e Scooby vengono nuovamente inseguiti dalla bestia. Quando la banda si incontra, scoprono un pontone gonfiabile nell'acqua, un indizio. Tornano in città in modo da poter trovare l'attrezzatura subacquea per dirigersi nel lago senza fondo.
Scoprono un sottomarino sul fondo del lago, pieno di casse e carri armati. Intrappolano la bestia (insieme a Shaggy e Scooby) in una piccola stanza, dove vengono espulsi nel lago da una camera d'aria, e infine in un flusso. Al ruscello ci sono degli scagnozzi pronti a catturare una delle casse. Vengono invece catturati insieme alla bestia. La bestia si rivela essere Julie, che ha rubato l'oro dalla miniera in modo che possa portarlo di nascosto fuori dal paese. Nuotò l'oro fino al sottomarino, dove lo mandò fuori dalla camera di equilibrio nel tunnel sottomarino. Il "tuono" che la banda udì fu il suono delle casse che venivano sparate sott'acqua. Lei, insieme ai suoi scagnozzi, sono stati arrestati dalla polizia canadese. Più tardi Shaggy e Scooby usano il costume Bestia per catturare molti pesci nel lago.
- Mostro: Bestia di Bottomless Lake/Julie